# Lijst van paardenrassen
Van het gedomesticeerde paard en de pony zijn vele rassen erkend. Bovendien worden er per ras soms meerdere kleurslagen en tekeningen erkend. Er is ook een lijst van paardenstamboeken waarop de verschillende stamboekorganisaties van enkele erkende rassen terug zijn te vinden. Er bestaan ongeveer 300 rassen.

## A
- Abessijn
- Abtenauer
- Achetta, ook: giara-paard
- Aegidienberger
- AES
- Akhal-Teke
- Albanees paard
- Altai
- Altér Real
- Alt-Oldenburger

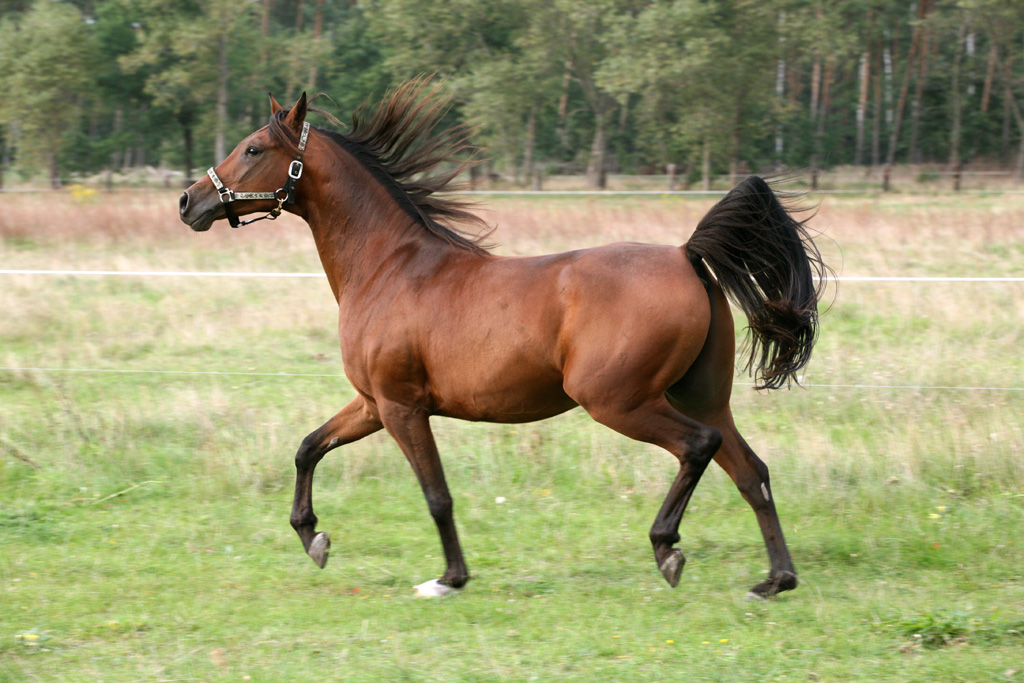
Arabier (volbloed)

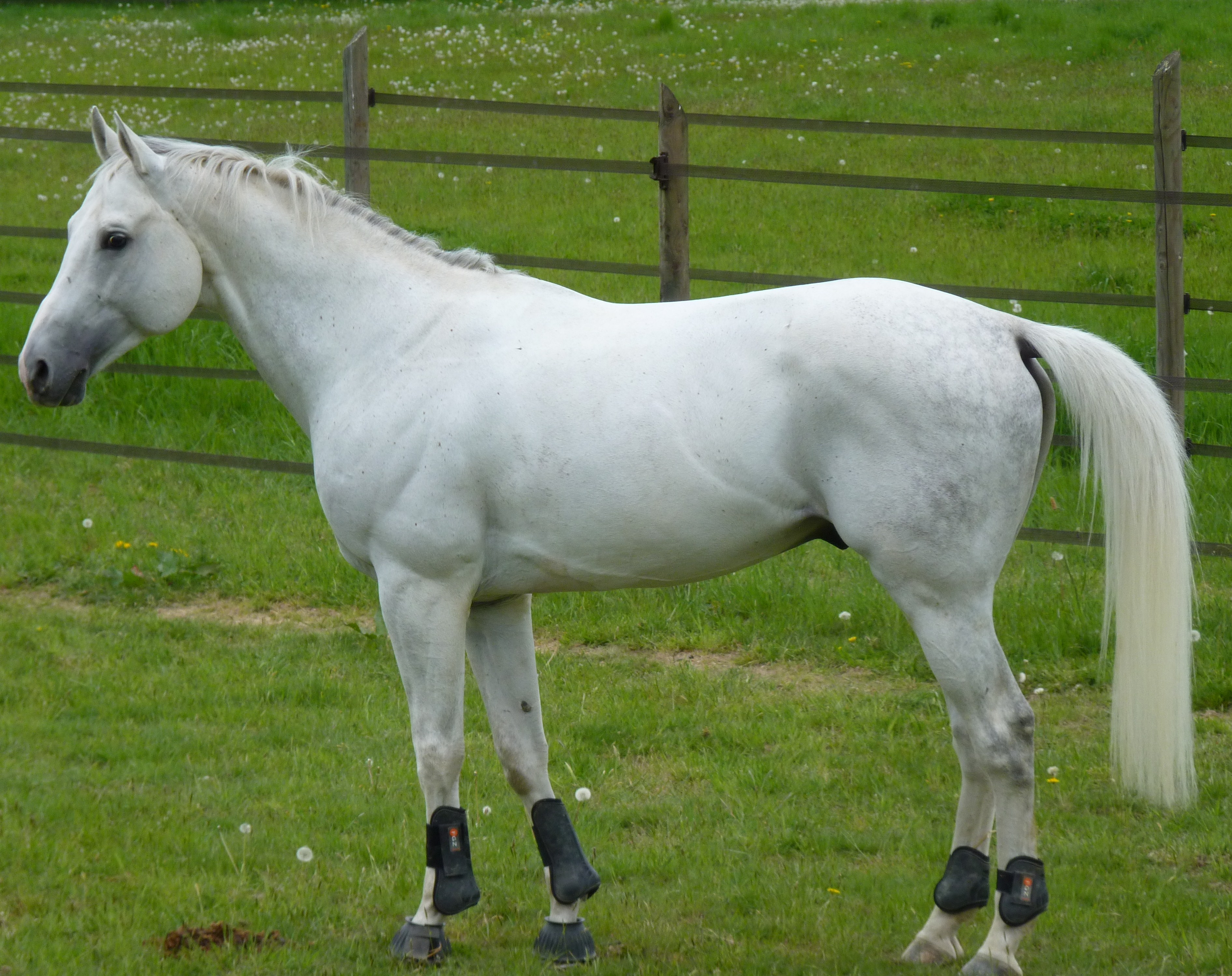
Anglo-arabier (volbloed)

- American albino, ook: American cream
- American Bashkir Curly, ook: Curly horse of Curly
- American cream draft horse
- American Indian horse
- American saddlebred
- American walking pony
- Amerikaans minipaard, ook: American miniature horse
- Amerikaanse draver, ook: standardbred
- Amerikaanse shetlander
- Amerikaanse warmbloed
- Anadolu
- Andalusiër, ook: PRE
- Andravida
- Anglo-arabier
- Appaloosa
- Arabier, ook: Arabische volbloed
- Arabo-fries
- Ardenner
- Arenosa
- Ariégeois, ook: mérens
- Arravani
- Asturcon
- Australisch veedrijverspaard, ook: Australian Stock Horse
- Australische pony
- Auxois
- Avelignese
- Azerbaijan, ook: deliboz
- Azores
- Azteca

## B
- Baise
- Balearic
- Bali
- Balikun
- Baluchi
- Ban'ei
- Banker
- Bardigiano
- Barock pinto
- Basjkir
- Baskische pony, ook: pottok
- Basuto
- Batak
- Beierse warmbloed
- Belgische rijpony, ook: BRP

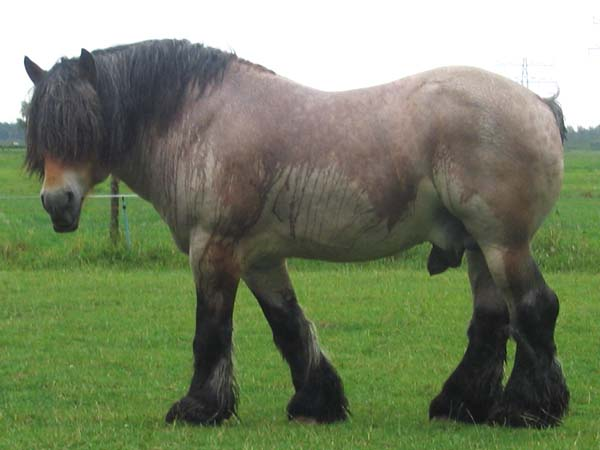
Belgisch trekpaard (koudbloed)

Brumby's (verwilderde paarden in Australië)

- Belgisch trekpaard, ook: brabander
- Belgische warmbloed, ook: BWP
- Belorussian
- Berber
- Bergmann miniatuurpaard
- Bhirum pony
- Bhutia
- Boedjonny, ook: budjonny
- Boerperd
- Bosniak
- Boulonnais
- Brandenburger
- Brazilian sport horse, ook: Brasileiro de Hipismo
- Breton
- Brumby
- Buohai
- Burguete
- Burmese pony
- Buryak
- Buryat
- Byelorussian Harness

## C
- Calabrese
- Camargue
- Camarillo White horse
- Campeiro
- Campolina
- Canadees paard
- Canadian Cutting horse
- Carolina Marsh Tacky
- Cartujano, ook: kartuizer
- Catria

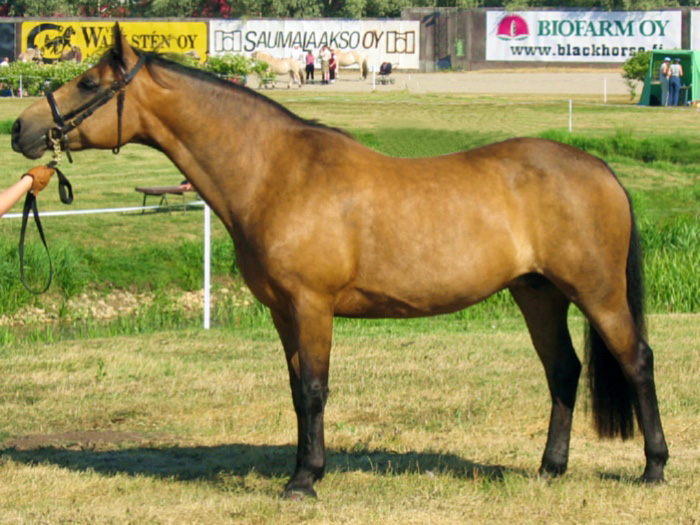
Connemarapony

- Chickasaw pony, ook: Florida Cracker horse
- Chileens paard
- Chilote horse
- Chincoteague
- Chinese Guoxia
- Cleveland Bay
- Clydesdale
- Colorado Ranger horse
- Comtois
- Connemara
- Criollo

## D

Dartmoormerrie en -veulen

- Dales
- Dartmoor
- Deense warmbloed
- Deliboz, ook: azerbaijan
- Døle draver
- Døle Gudbrandsdal, ook: dølahest
- Don, ook: Russische don
- Dongola
- Drum horse
- Duitse Classic pony
- Duitse rijpony
- Duitse warmbloed
- Dülmener
- Dutch harness horse

## E

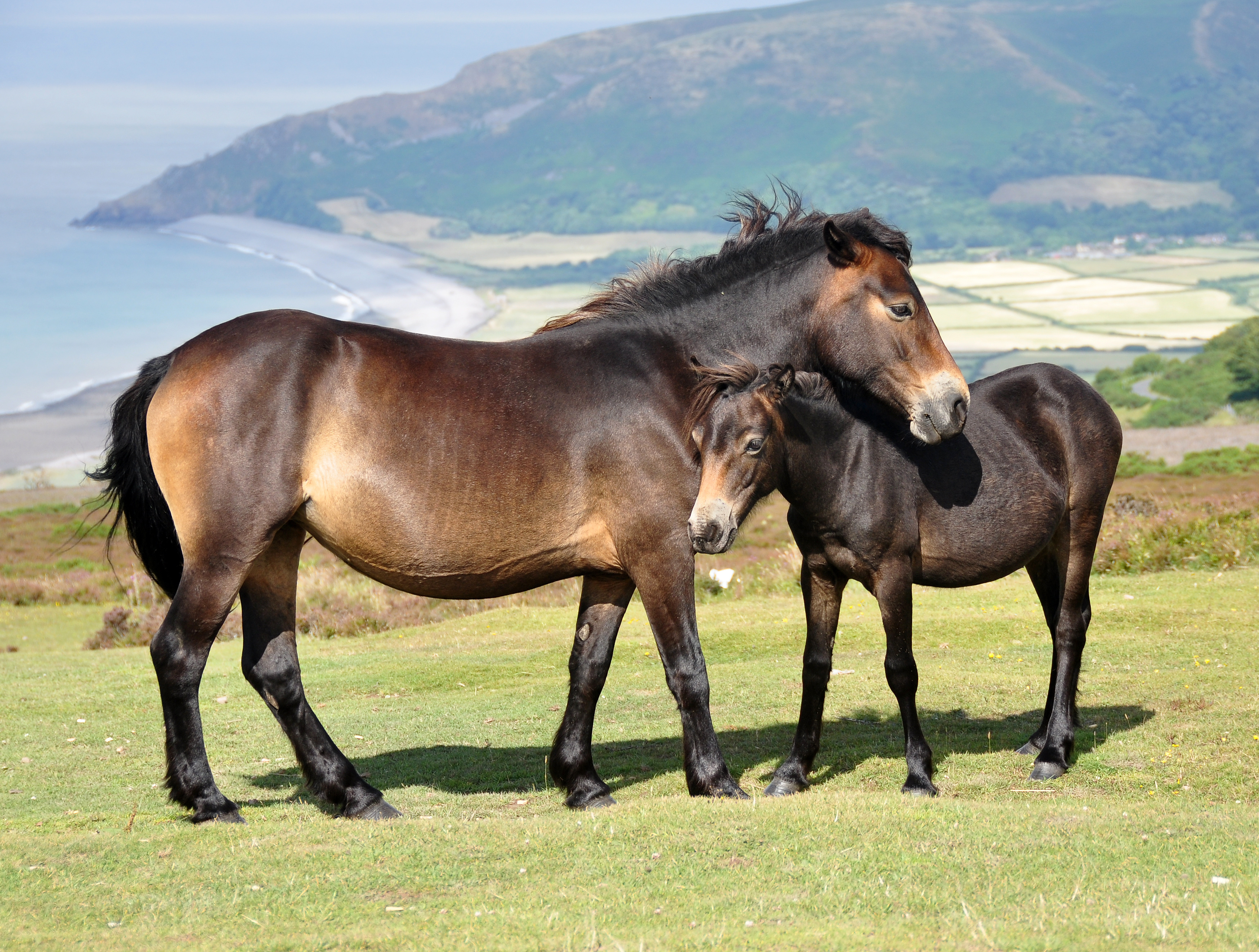
Exmoorpony's

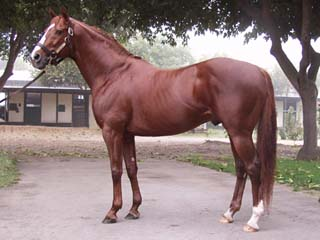
Engelse volbloed

- Engelse volbloed
- Equus Kinsky, ook: kinskypaard
- Eriskay
- Estlands paard
- Europese draver
- Exmoor

## F
- Falabella
- Fellpony
- Fins paard
- Fjord
- Fleuve

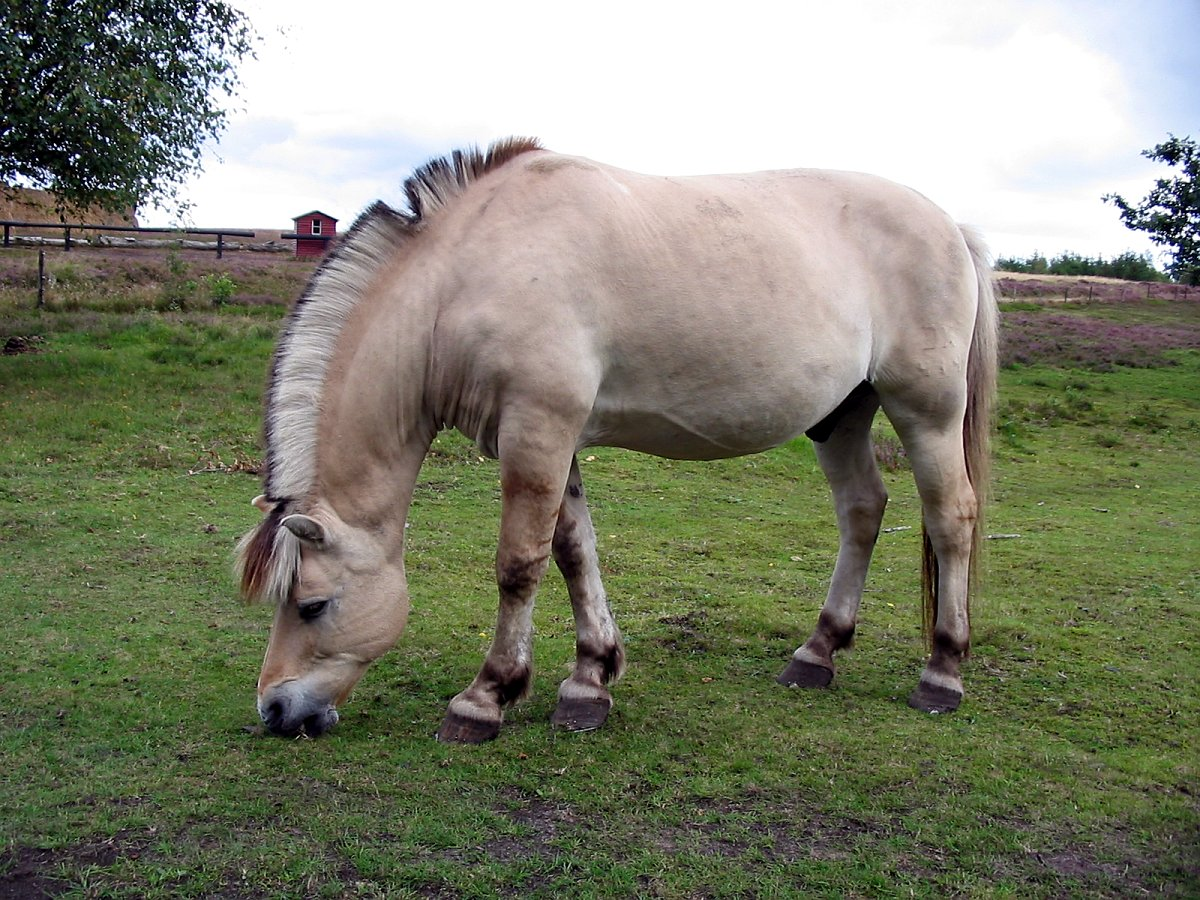
Fjordenpaard

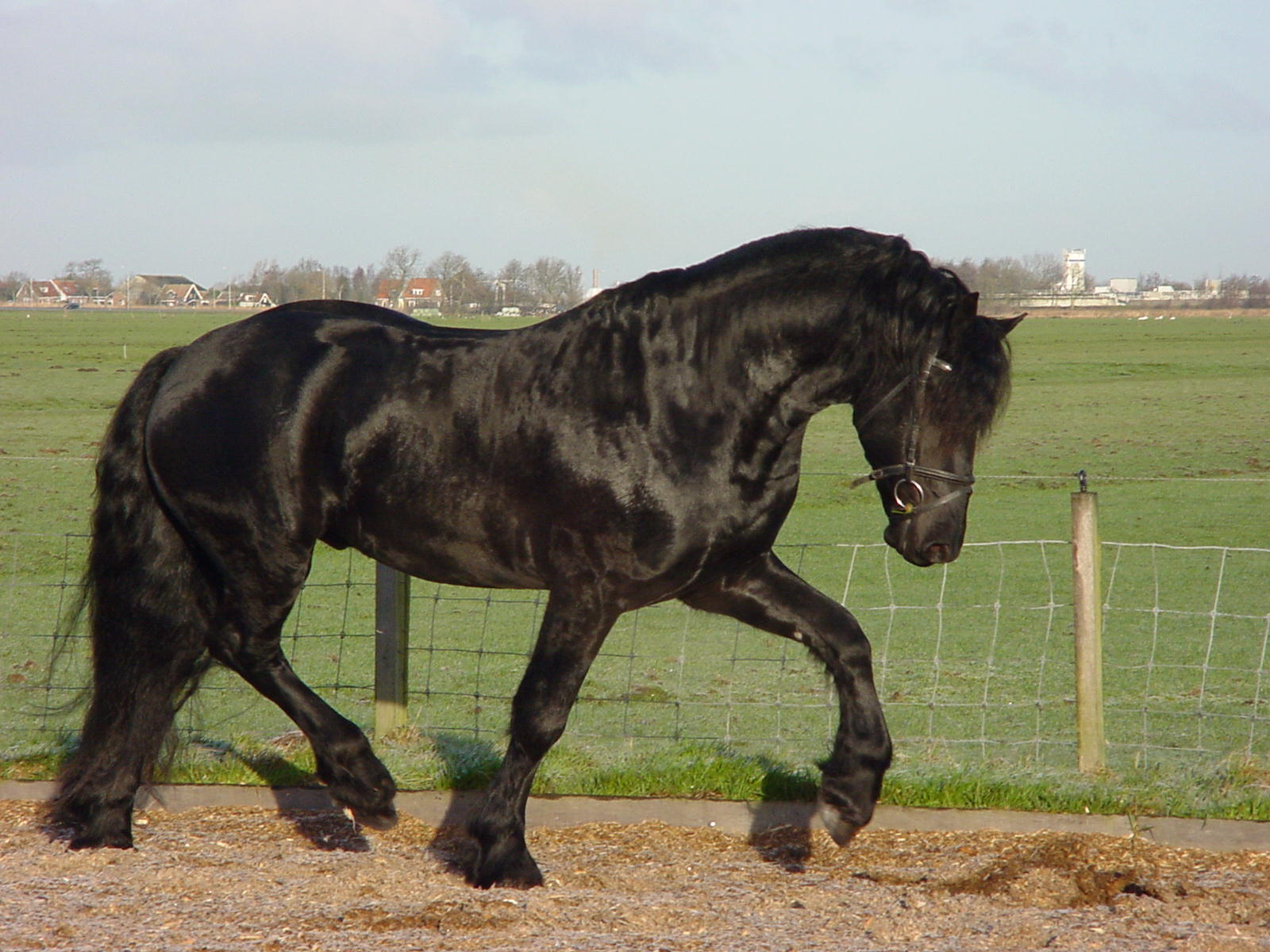
Fries paard

- Florida Cracker Horse, ook: Chickasaw pony
- Fouta, ook: foutanké
- Franse draver, ook: anglo-normandische draver
- Franse rijpony, ook: poney français de selle
- Frederiksborger
- Freiberger
- Fries
- Furioso

## G
- Galeco
- Galiceno
- Galicisch paard
- Garrano
- Gelderlander, ook: Gelders paard
- Giara-paard
- Giarab
- Gidran-arabier
- Gotlandpony, ook: skogruss
- Groninger

## H
- Hackney
- Hackneypony
- Haflinger
- Haflo-arabier
- Hannoveraan
- Heck horse
- Henson
- Highlandpony

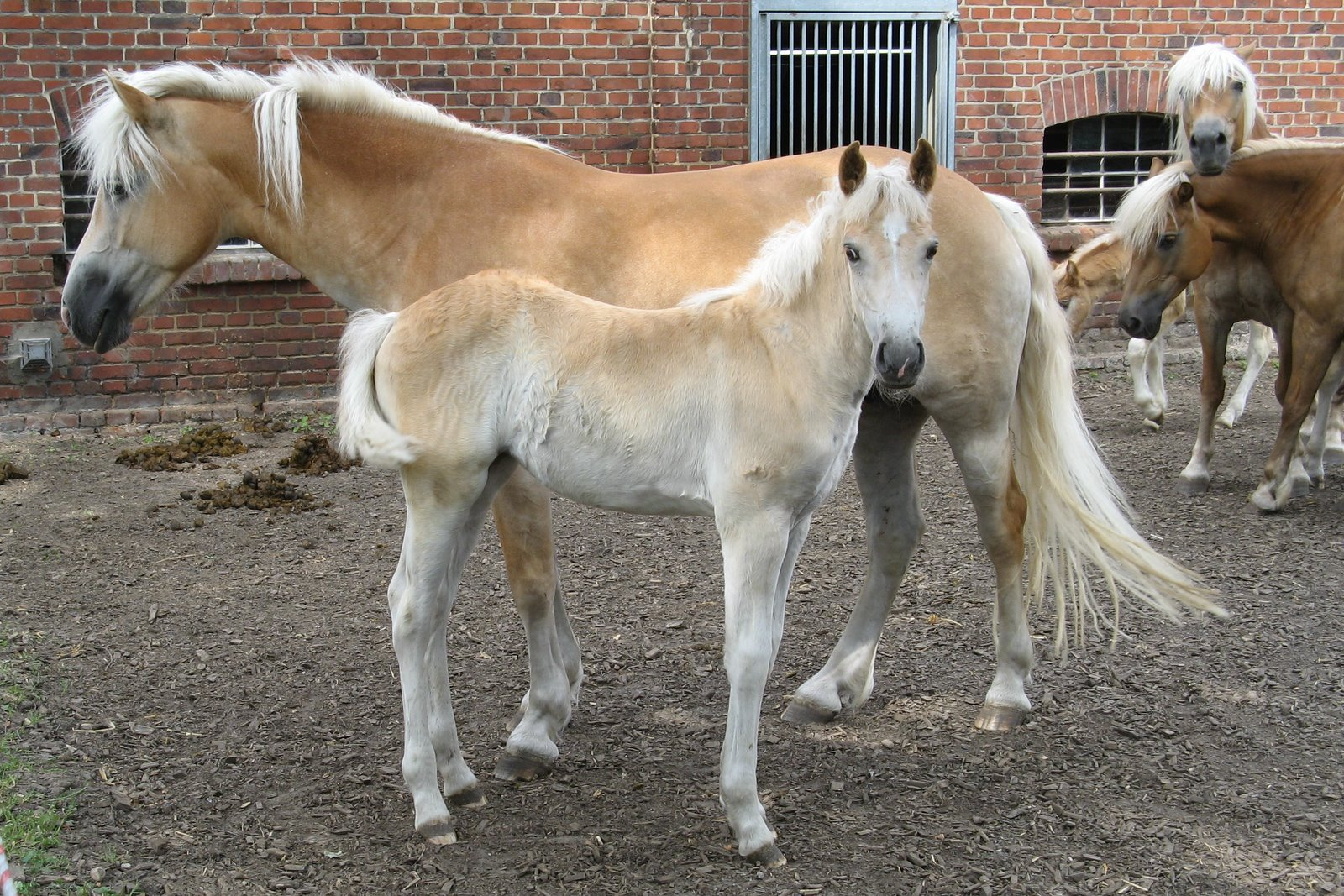
Haflingers

- Hispano, ook: Spaanse anglo-arabier
- Hokkaido, ook: dosanko
- Holsteiner
- Hongaarse warmbloed
- Huzule

## I

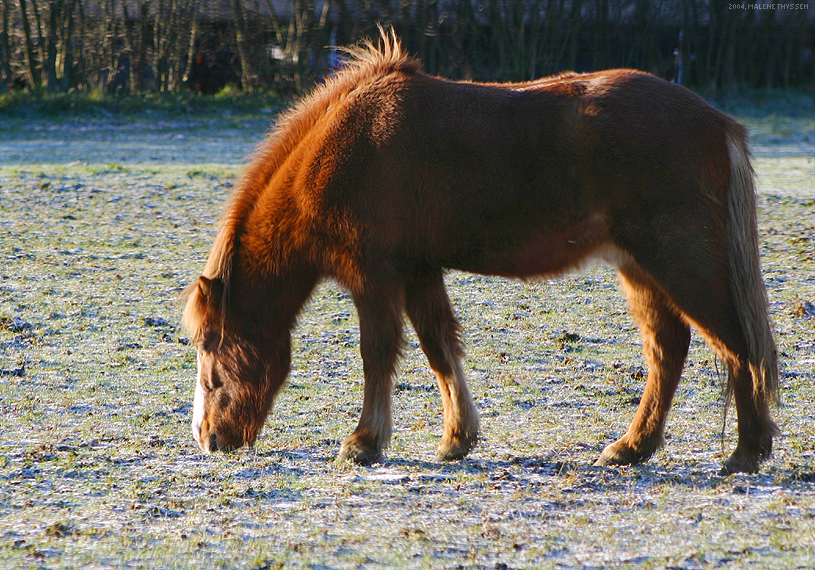
IJslander (gangenpaard)

- Ierse hunter, ook: Irish sport horse
- IJslander
- Indian Country Bred, ook: bhutia of spiti
- Indiase halfbloed
- Iomud
- Irish Cob, ook: tinker
- Irish Draught, ook: Iers trekpaard
- Italiaans zwaar trekpaard

## J
- Jaca Navarra
- Jakoet, ook: yakut
- Javapony
- Jinzhou
- Jutlander

## K
- Kabardin
- Kagosjima
- Karabach
- Karabaier, ook: karabajr
- Karakachan
- Kartuizer, ook: cartujano
- Kaspisch paard
- Kathiawari
- Kazakh
- Kentucky Mountain Saddle horse
- Kerry Bog
- Kiger Mustang
- Kinskypaard, ook: equus kinsky
- Kirgies

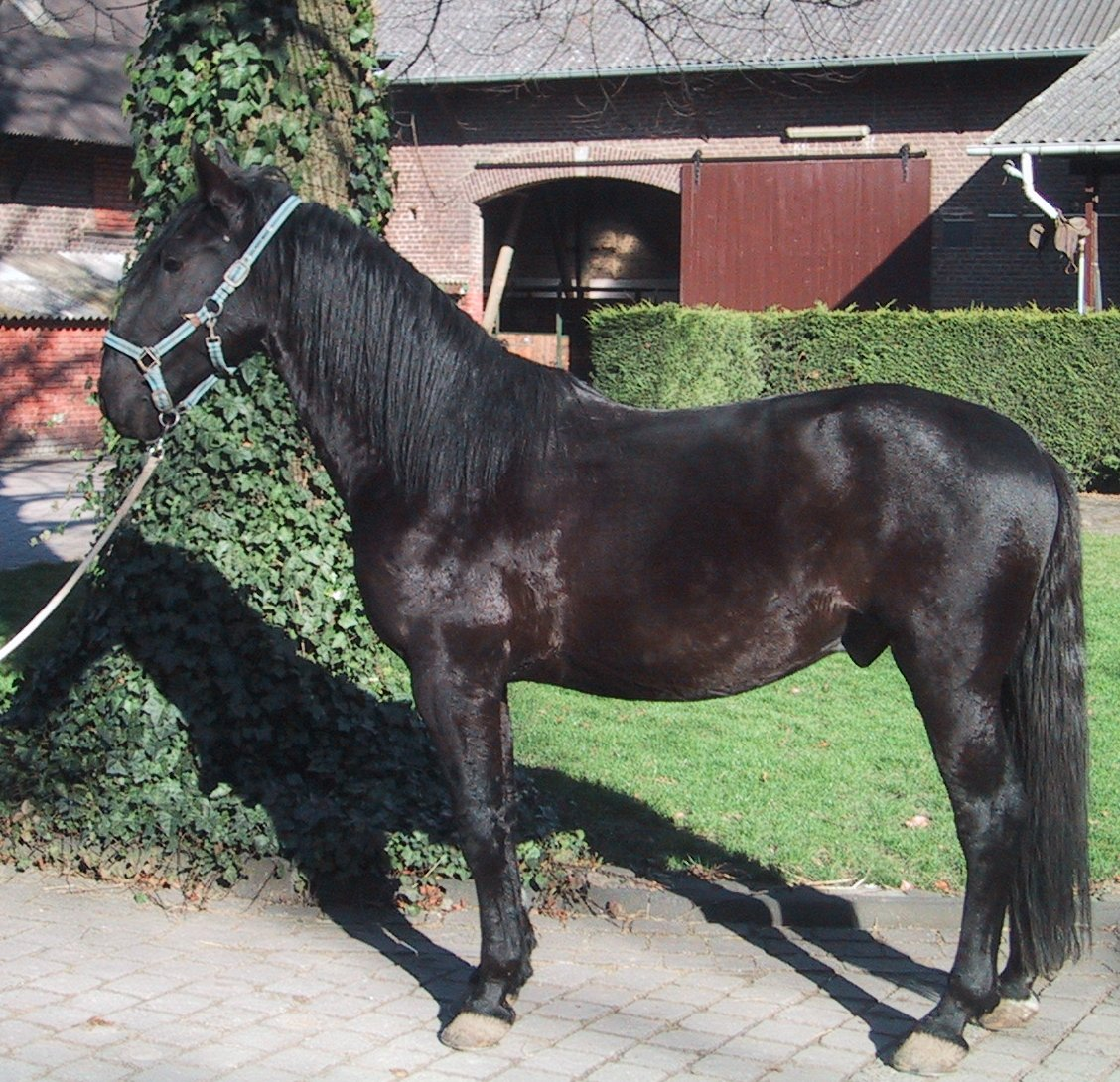
Kladruber (koetspaard)

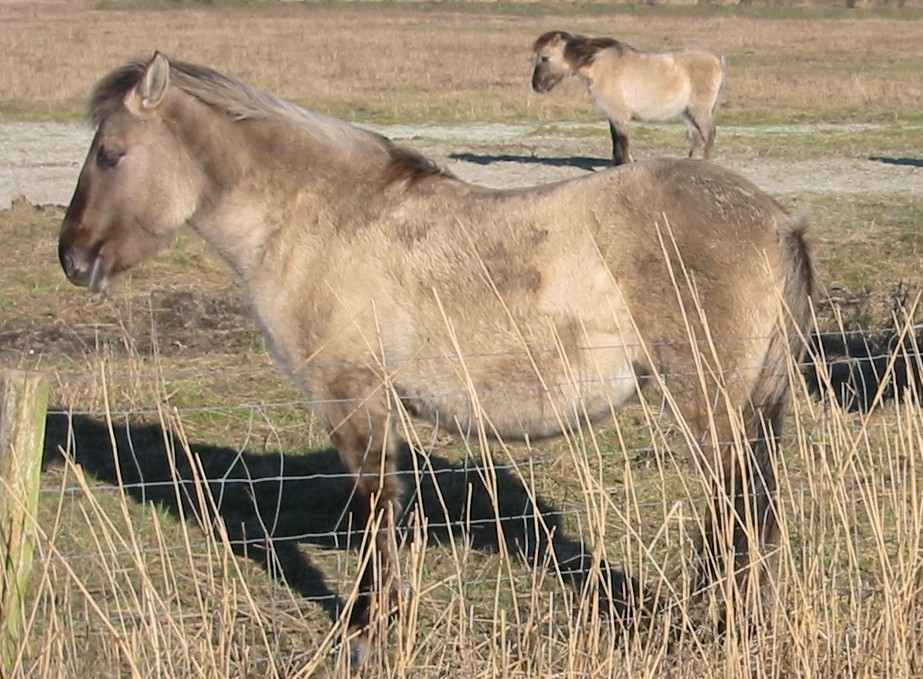
Konik (oertype)

- Kisber felver, ook: Hongaars halfbloed
- Kiso
- Kladruber
- Knabstrupper
- Konik
- Koninklijk Warmbloed Paard Nederland, ook: KWPN
- Kroatisch koudbloed, ook: Medimurje
- Kundudo
- Kustanair

## L

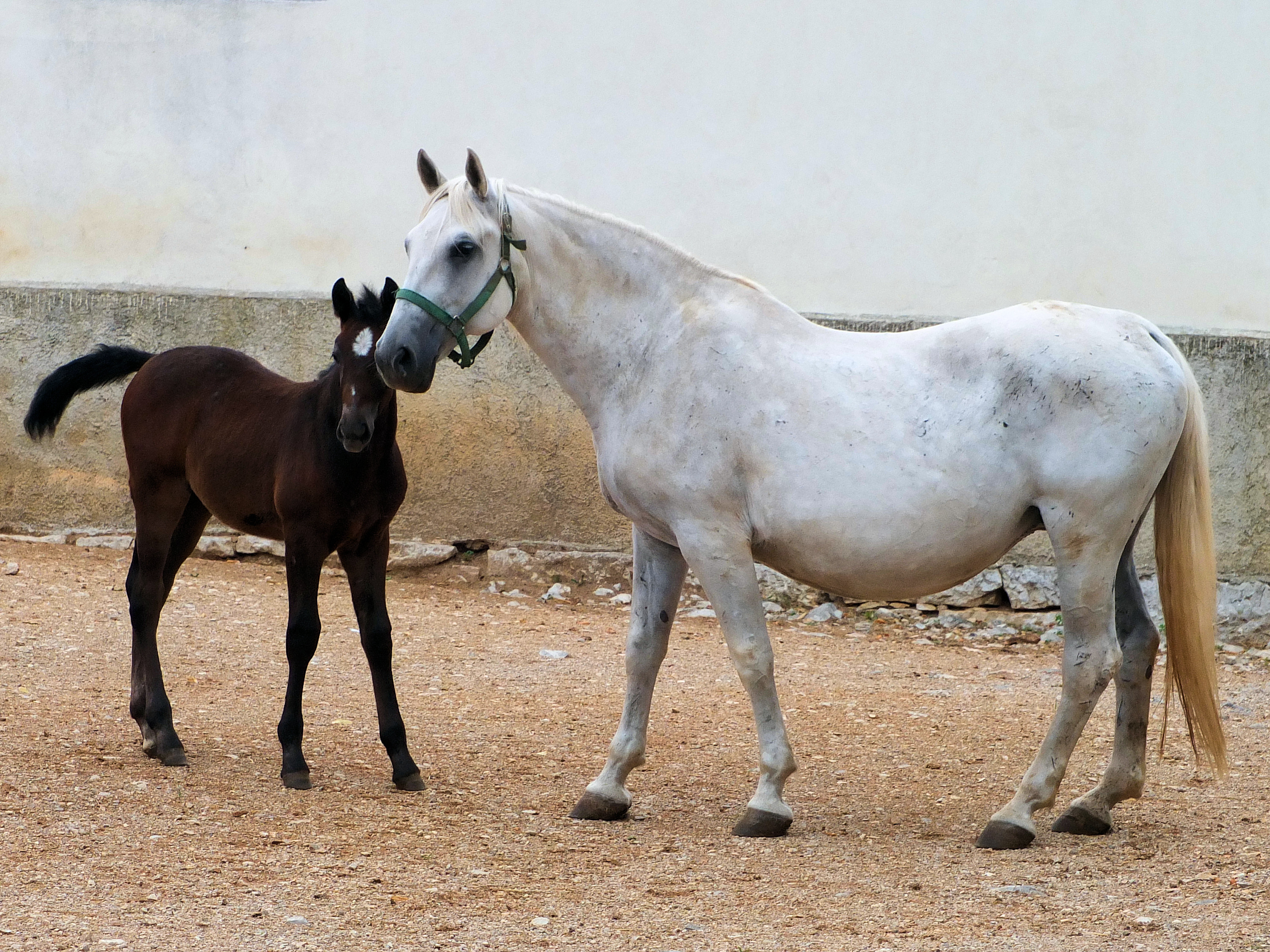
Lipizzaners; merrie met veulen

- Lac la Croix Indian pony
- Landais
- Leonharder
- Letlander, ook: Lets tuigpaard
- Letlands trekpaard
- Lewitzer
- Lipizzaner
- Litouws trekpaard
- Lokaj, ook: lokai
- Lundy
- Lusitano

## M
- Malapolski
- Mangalarga
- Mangalarga marchador
- Manipuri
- Maremmana
- Marwari
- Mecklenburger
- Menorquin, ook: menorca of PRM
- Mérens, ook: ariégeois
- Messara
- Mini-Appaloosa
- Mini-Shetlander

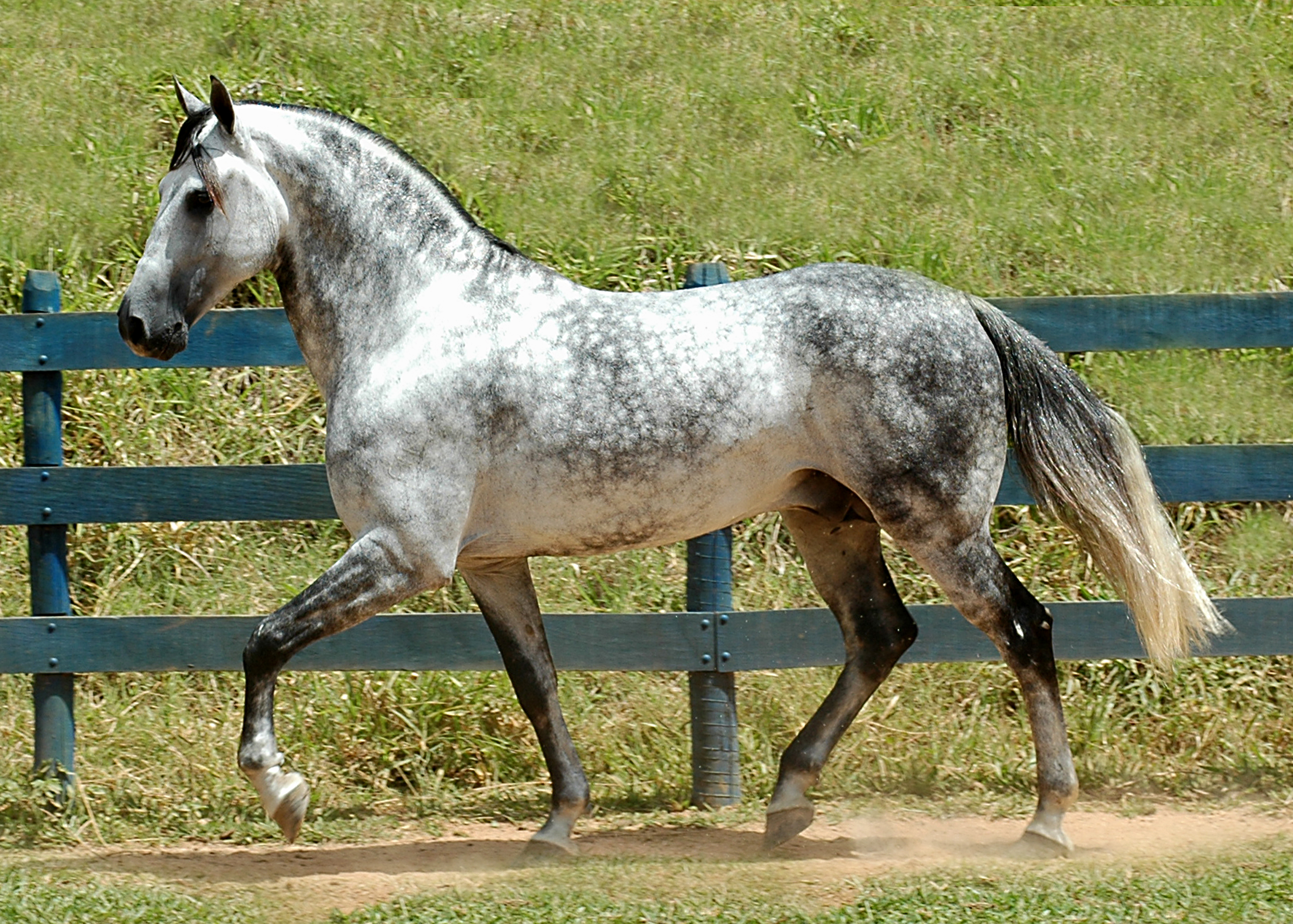
Mangalarga marchador (Brazilië)

- Minipaard, ook Nederlands minipaard of NMPS
- Misaki pony
- Missouri fox trotter
- Mongools paard
- Monterufoli
- Morab
- Morgan
- Mountain pleasure horse
- Moyle horse
- Muraközi
- Murgese
- Mustang

## N
- Namib Desert horse
- National Show horse

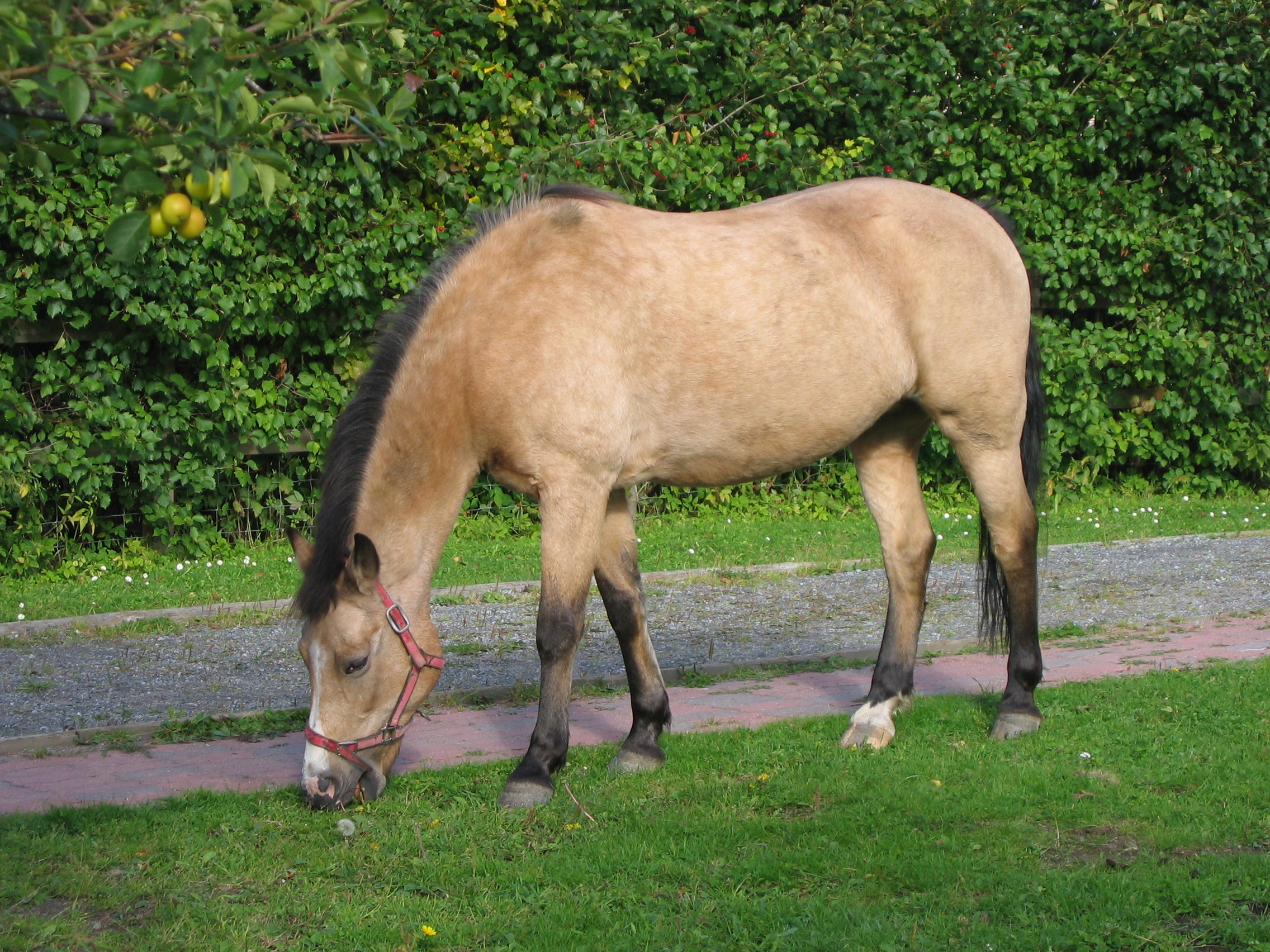
Newforestpony

- Nederlands trekpaard, ook: Zeeuws trekpaard
- Newforestpony
- Newfoundlandpony
- Nez perce horse
- Nigeriaan
- Nokota horse
- Nonius
- Nooitgedachter
- Noord-Zweeds paard, ook: nordsvensk
- Noriker
- Normandische cob
- Norrlander
- Novokirgiz
- NRPS

## O
- Oekraïens rijpaard
- Oldenburger
- Oost-Bulgaar
- Oost-Fries paard
- Oostenrijks-Hongaars warmbloed
- Orlovdraver

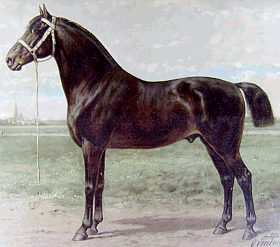
Oost-Fries paard (landbouwpaard, koetspaard)

- Orlov-Rostopchin of Russisch rijpaard

## P
- Padang
- Paint
- Paso fino
- Paso Ibero-Americano
- Paso peruano of Peruaanse paso
- Peneia
- Percheron
- Persano
- Pindos
- Pintabian, ook: pinto-arabier
- Pinzgauer
- Pleven
- Poitevin
- Polopony

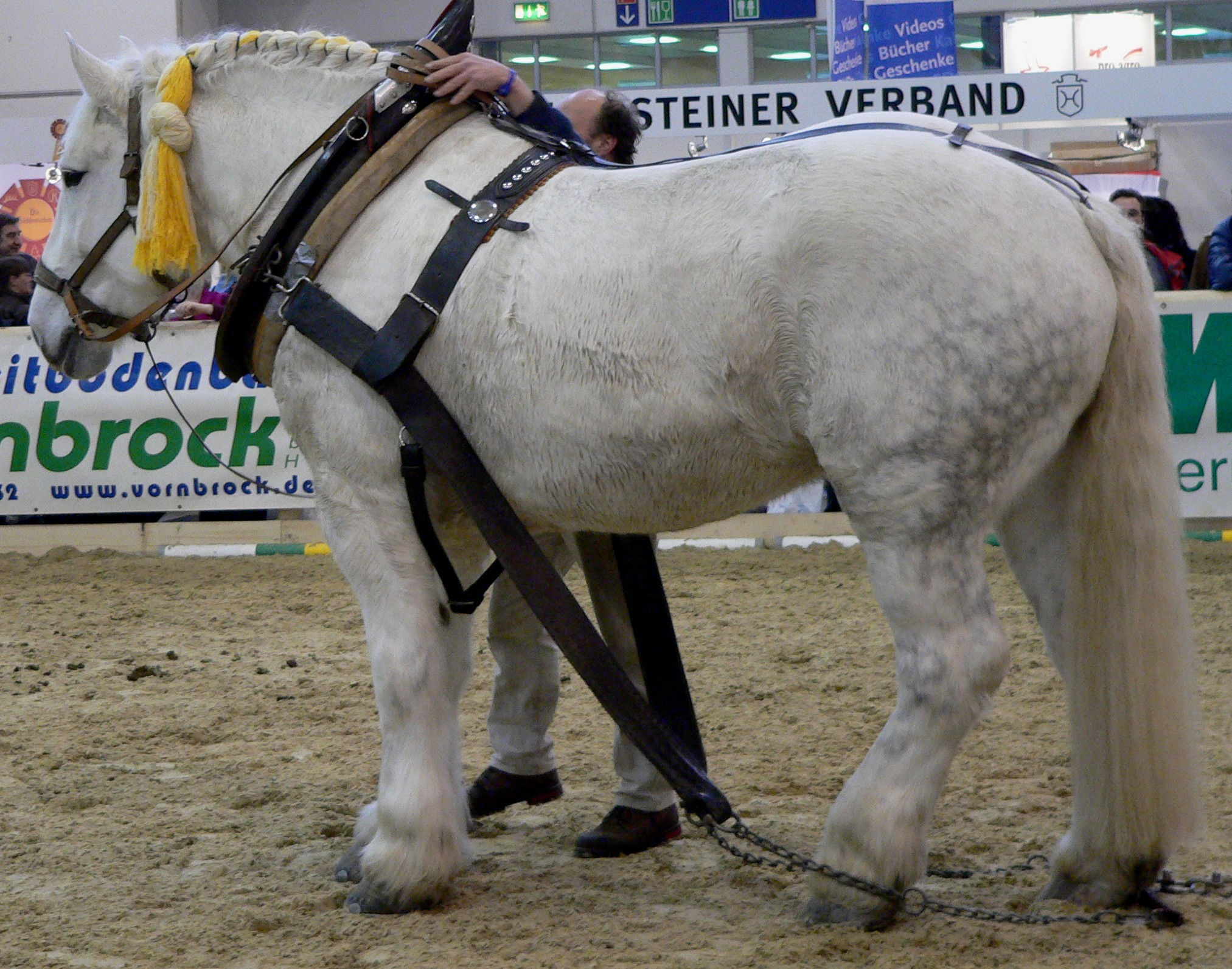
Percheron (trekpaard)

- Poney Français de Selle, ook: Franse rijpony
- Poney Mousseye
- Pony of the Americas
- Pools trekpaard
- Pottok, ook: Baskische pony
- Przedswit
- Przewalskipaard

## Q
- Qatgani
- Quarab
- Quarter horse

## R
- Rijnlander
- Rijnlands trekpaard
- Riwoche
- Rocky Mountain Horse
- Russisch trekpaard
- Russische draver

## S
- Sable Island
- Salerno
- San Fratello
- Sandelhout

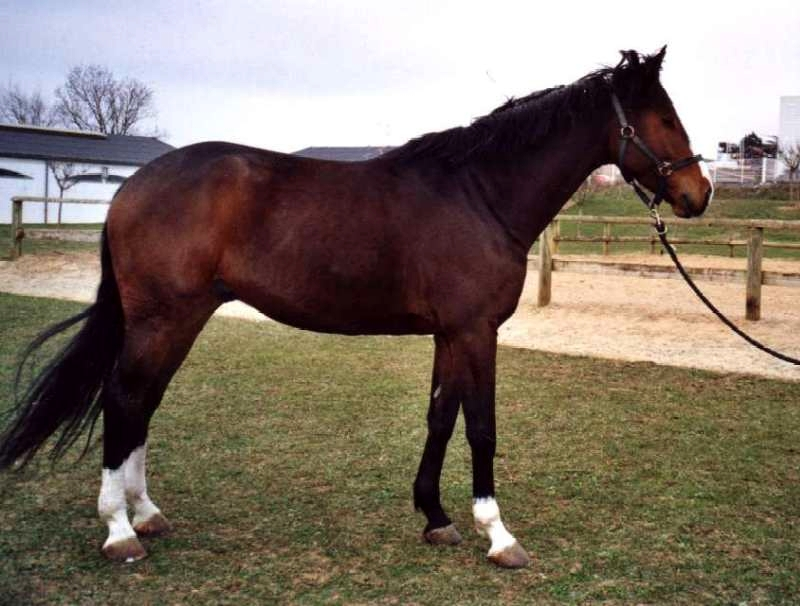
Selle français (modern rijpaard)

- Sardiniër, ook: Sardijns paard of Sardijnse anglo-arabier
- Schwarzwälder Fuchs, ook: Schwarzwälder Kaltblut
- Selle français
- Semigreu Romanesc
- Shagya-arabier
- Shales
- Shetlandpony, ook: shetlander
- Shire
- Sindhi paard
- Skyros
- Slaska
- Sleeswijker trekpaard
- Sokolsky
- Sorraia
- Sovjettrekpaard, ook: Russisch trekpaard
- Spiti
- Spotted Saddle Horse
- Suffolk Punch
- Sumba, ook: sumbawa
- Syriër

## T

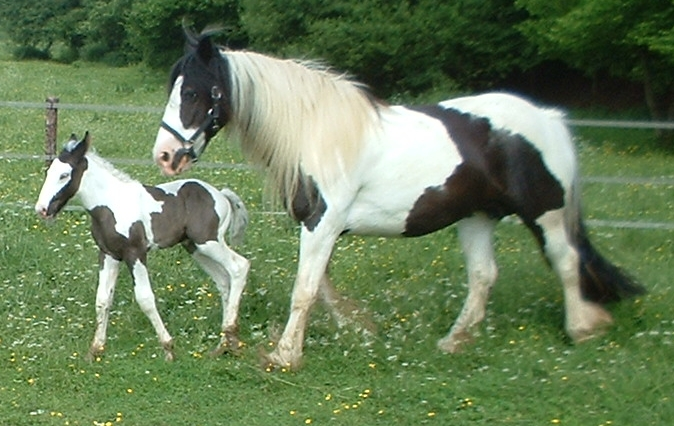
Tinker, merrie met veulen

- Tawleed
- Tennessee Walking horse
- Tibetaanse pony
- Tiger horse
- Timorpony
- Tinker, ook: Irish cob
- Toric
- Trait du Nord
- Trakehner
- Tres Sangres
- Tsjecho-Slowaakse warmbloed
- Tsjersk
- Tsjernomor

## U
- Uzunyayla

## V
- Vjatka
- Vlaams paard
- Vlaamperd
- Vladimir

## W

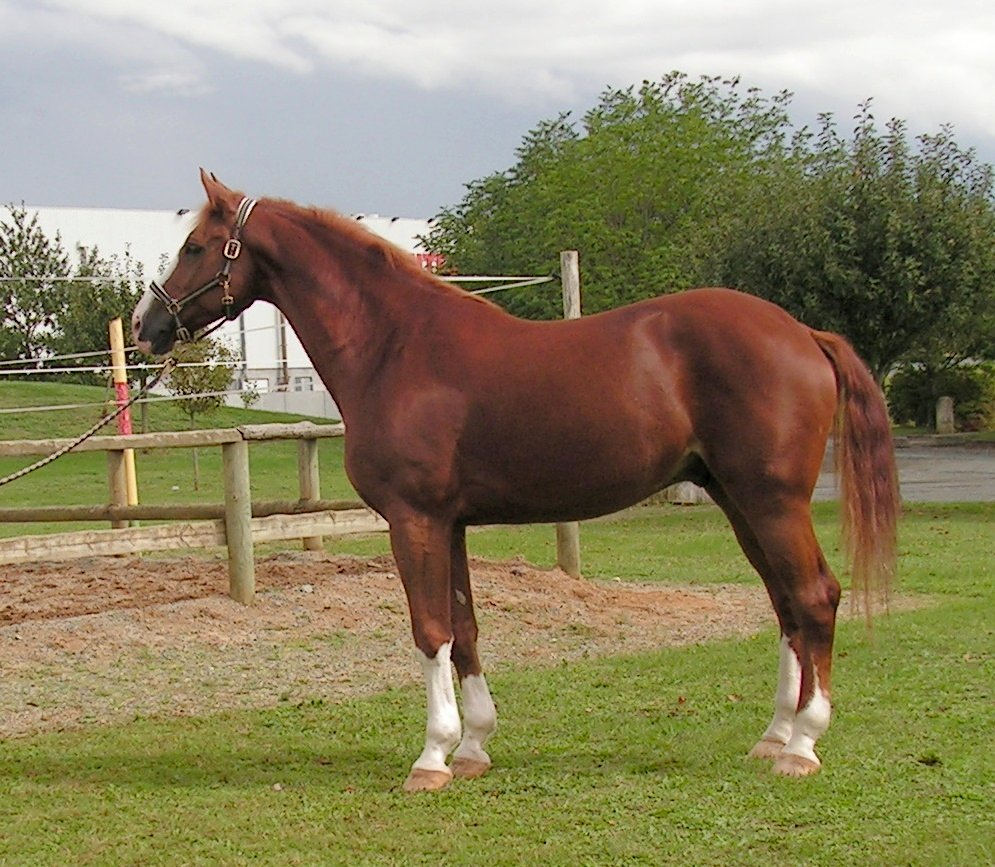
Westfaal (warmbloed; modern sportpaard)

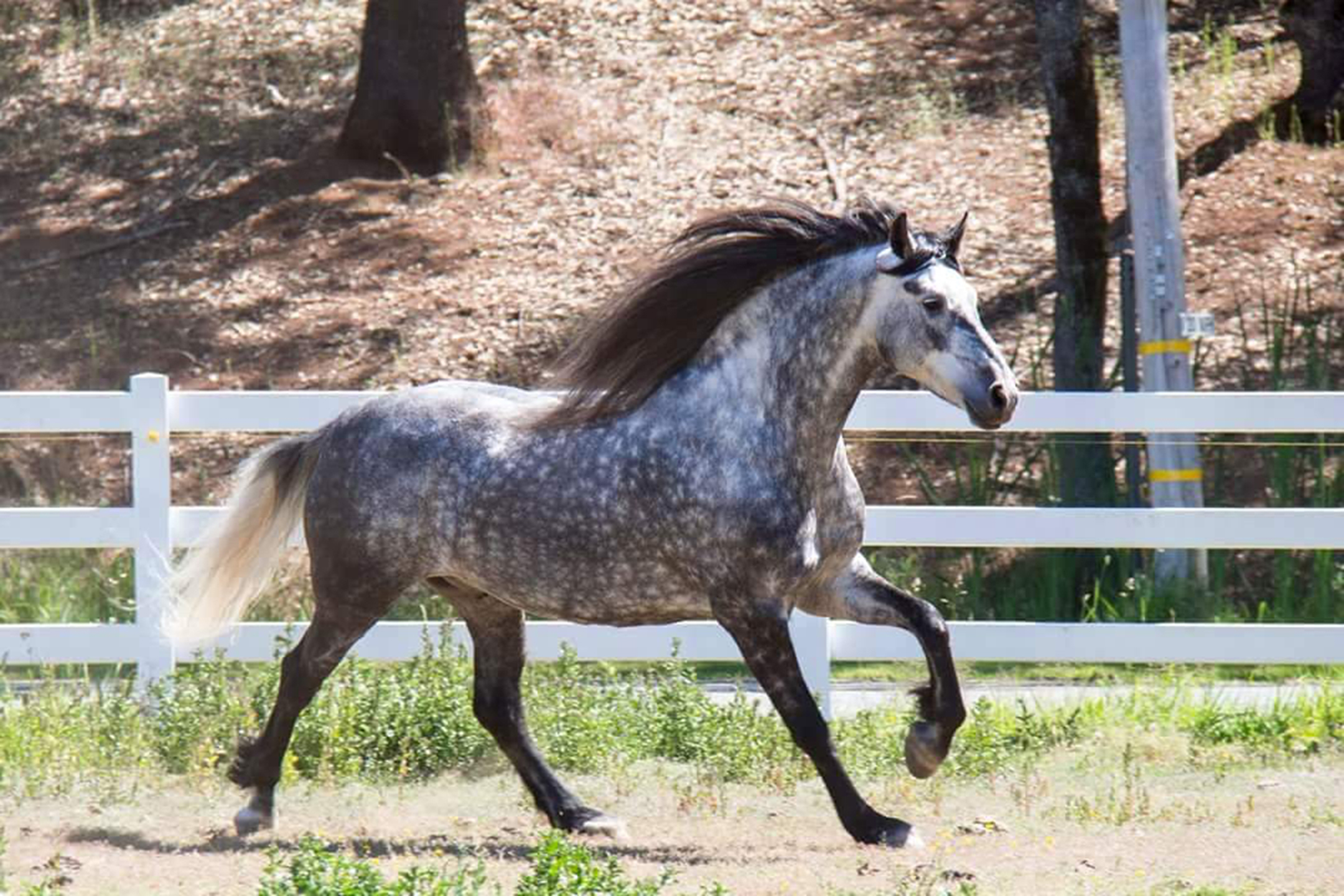
Warlander

- Warlander
- Welara
- Welsh pony
  - Welsh mountain pony (sectie A)
  - Welsh pony (sectie B)
  - Welsh cob (sectie C & D)
- Westfaal
- Wielkopolski
- Windsor grey
- Woronesj
- Württemberger

## Y
- Yabu
- Yakut
- Yili

## Z
- Zangersheide
- Zaniskari
- Zeeuws trekpaard, ook: Nederlands trekpaard
- Zemaituka
- Zuid-Duitse koudbloed
- Zweedse koudbloed, ook: Zweedse ardenner
- Zweedse warmbloed
- Zwitserse warmbloed, ook: einsiedler